# Danaea cartilaginea
Danaea cartilaginea är en kärlväxtart som beskrevs av Christenh. och Tuomisto. Danaea cartilaginea ingår i släktet Danaea, och familjen Marattiaceae. Inga underarter finns listade i Catalogue of Life.